# Кассибиле
Касси́биле (итал. Cassibile), также Ка́ва-Гра́нде (итал. Cava Grande) — река в Италии на юго-востоке острова Сицилия. Длина основного русла — 39,2 км.
Исток в горах Иблеи на высоте 705 метров над уровнем моря, недалеко от коммуны Палаццоло-Акрейде. Течёт на восток, впадает в Ионическое море. Протекает по территории заповедника Кавагранде-дель-Кассибиле (итал. Riserva naturale orientata Cavagrande del Cassibile); коммун Авола, Ното, Палаццоло-Акрейде и Сиракузы, минуя все населённые пункты. С севера за водоразделом находится бассейн реки Анапо, с юга — Азинаро.
Кассибиле является рекой с большой вариативностью водотока. В результате обильных осадков осенью и зимой, в эти времена года река наиболее полноводна. Летом в отдельные моменты русло реки может почти пересыхать. Русло образовано преимущественно известняковыми породами. По мере продвижения от истока к устью, русло реки проходит через всё более углубляющийся каньон, на реке имеются водопады. Основная часть притоков сосредоточена в верхнем течении реки, по правому берегу: Кава-Баули, Кава-делль-Арко, Кава-Путризино (в верхнем течении именуемая Кава-Бульфоне, в среднем — Кава-Чельсо), Кава-Бонджорно (в верхнем течении — Кава-Теста-делль-Аккуа). Кроме того, имеется значительное количество временных притоков, наполняемых водой только в период дождей.
Тальвег реки от истока к устью постоянно углубляется, достигая 280 метров, и имеет следующие именования: Кава-Пьянетте, Кава-Чинкуэ-Порте, Манкизи, Кассилиле и Кава-Гранде.
Берега реки характеризует высокая склонность к подмыванию и обрушению.
В течении реки на высоте 390 метров над уровнем моря в районе населённого пункта Мангизи имеется гидрографическая станция.